# Wolfgang Schäuble
Wolfgang Schäuble (IPA: [ˈvɔlfɡaŋ ˈʃɔʏblə]; Friburgo in Brisgovia, 18 settembre 1942 – Offenburg, 26 dicembre 2023) è stato un politico tedesco.
Dopo le elezioni federali del 2017 è stato eletto presidente del Bundestag. È la personalità di questo partito che è stato più a lungo al Bundestag, eletto nel 1972.
Capo della Cancelleria federale, delfino di Helmut Kohl, è stato nominato da quest'ultimo nel 1989 per dirigere il ministero federale dell'interno, dove ha negoziato le condizioni per la riunificazione tedesca e ha elaborato il progetto di un'Europa ristretta nel cuore della futura zona euro. Dopo essere stato vittima di un attentato che lo ha lasciato paraplegico, negli anni '90 ha presieduto il gruppo CDU/CSU al Bundestag e poi la stessa CDU.
Lo scandalo dei fondi neri della CDU lo ha costretto a dimettersi dalla carica di presidente del partito nel 2000. Nel 2005 è tornato al ministero dell'interno, nel governo di coalizione guidato da Angela Merkel; sostiene pertanto una politica di sicurezza rafforzata. Nominato ministro federale delle finanze nel 2009, difende le politiche di austerità di bilancio in Europa e lavora, senza successo, per l'uscita della Grecia dalla zona euro nel 2015.

## Biografia
Figlio di un politico della CDU, che fu dal 1947 al 1952 deputato al parlamento del Baden-Württemberg, sposato, quattro figli, di fede luterana. Laureato in economia e in giurisprudenza presso le Università di Amburgo e di Friburgo, conseguì un dottorato in diritto. Dal 1978 al 1984 è stato iscritto all'ordine degli avvocati del distretto di Offenburg nel Baden-Württemberg. Dopo la caduta del Muro di Berlino, negli anni della riunificazione, fu molto attivo nelle trattative che portarono alla fusione con la Repubblica Democratica Tedesca, e negli anni successivi, appoggiò il progetto di Helmut Kohl di adesione al progetto della moneta unica europea.
Fedelissimo di Helmut Kohl, di cui è stato ministro degli affari speciali e capo della Cancelleria dal 1984 al 1989, ministro degli interni dal 1989 al 1991 e capogruppo della CDU/CSU al parlamento dal 1991 al 2000, Schäuble doveva essere l'erede del Gigante buono, ma sulla sua strada trovò una politica che veniva dalla Germania Est, Angela Merkel. Alle elezioni del 1998 Helmut Kohl era dato perdente e Wolfgang Schäuble gli propose di farsi da parte e di lasciare a lui la candidatura. Kohl non la prese bene, e da allora i rapporti tra i due si incrinarono. Kohl venne sconfitto e qualche settimana dopo Angela Merkel diventò segretaria generale della CDU.
Nel 2000 uno scandalo su finanziamenti illegali alla CDU lambisce Schäuble, che ammette in televisione di aver ricevuto una donazione (non registrata) al partito di 100.000 marchi da parte del controverso commerciante di armi Karlheinz Schreiber. Impigliato in questa opaca vicenda, il presidente della CDU si dimette dal suo incarico. Inizia in corrispondenza di questi eventi l'ascesa politica della tedesca dell'Est Angela Merkel, futura cancelliera tedesca. Wolfgang Schäuble muore il 26 dicembre 2023.

### Carriera politica
- Deputato al Bundestag per la CDU dal 1972 al 1981.
- Segretario amministrativo del gruppo parlamentare CDU/CSU al Bundestag dal 1981 al 1984.
- Ministro Federale per la Cancelleria e per gli Affari Speciali dal 1984 al 1989.
- Ministro degli interni dal 1989 al 1991.
- Presidente del gruppo parlamentare CDU/CSU dal 1991 al 2000.
- Presidente della CDU dal 1998 al 2000.
- Membro dell'Ufficio di Presidenza della CDU dal 2000.
- Vicepresidente della commissione per la politica estera, di sicurezza ed europea al Bundestag dal 2002 al 2005.
- Ministro degli interni per la seconda volta dal 2005 al 2009.
- Ministro delle finanze dal 2009 al 2017.
- Presidente del Bundestag dal 2017 al 2021.

### Attentato
Il 12 ottobre 1990, durante una manifestazione elettorale ad Oppenau nel Baden-Württemberg, subì un attentato da parte di un certo Dieter Kaufmann, che gli sparò tre colpi di pistola, ferendolo gravemente al volto e alla spina dorsale, paralizzandolo dalla vita in giù e obbligandolo all'uso della sedia a rotelle. Nell'attentato rimase ferita anche una guardia del corpo. L'attentatore fu giudicato infermo di mente e ricoverato in un ospedale psichiatrico; dal 2004 gode del regime di libertà vigilata.